# David R. Knechtges

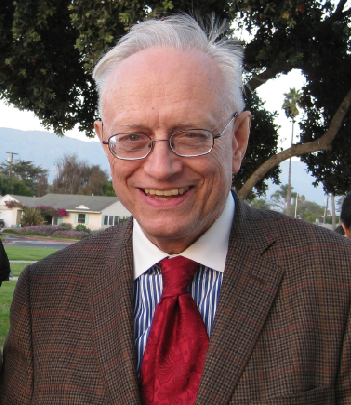
David R. Knechtges, 2011

David R. Knechtges (* 23. Oktober 1942 in den USA) ist ein Professor für Ostasiatische Sprachen und Literatur an der University of Washington sowie ein renommierter Chinakundiger mit der Ausrichtung auf antike chinesische Literatur.

## Leben
Er legte 1964 den Bachelor of Arts in Chinesisch mit Magna Cum Laude ab und war Mitglied der akademischen Vereinigung Phi Beta Kappa an der University of Washington. Ein Jahr später machte er seinen Master of Arts in Ostasiatischen Sprachen und Literatur an der Harvard University, 1968 folgte der Ph. D. in Chinesischer Sprache und Literatur.
Knechtges ist bekannt für seine Übersetzung des Wenxuan, einer Anthologie früher chinesischer Werke. Die Komplettübersetzung war eine 25-Jährige Arbeit von 1977 bis 2003.
Im Oktober 2006 wurde er Mitglied der American Academy of Arts and Sciences.

## Schriften (Auswahl)
- Wit, Humor, and Satire in Early Chinese Literature (to A. D. 220). In: Monumenta Serica, Band 29, 1970/1971, S. 79–98, JSTOR:40725918.
- Ssu-ma Hsiang-ju’s „Tall Gate Palace Rhapsody“. In: Harvard Journal of Asiatic Studies, Band 41, Nr. 1, 1981, ISSN 0073-0548, S. 47–64, JSTOR:2718999.
- A literary feast: food in early Chinese literature. In: Journal of the American Oriental Society, Band 106, Nr. 1, 1986, ISSN 0003-0279, S. 49–63, JSTOR:602363.
- The Poetry of an Imperial Concubine. The Favorite Beauty Ban. In: Oriens Extremus, Band 36, Nr. 2, 1993, ISSN 0030-5197, S. 127–144; oriens-extremus.org (PDF; 5,1 MB).
- Xiao Tong: Wen Xuan or Selections of Refined Literature. Band 3: Rhapsodies on Natural Phenomena, Birds and Animals, Aspirations and Feelings, Sorrowful Laments, Literature, Music, and Passions. Translated, with Annotations by David R. Knechtges. Princeton University Press, Princeton NJ 1996, ISBN 0-691-02126-0.
- als Herausgeber mit Eugene Vance: Rhetoric and the Discources of Power in Court Culture. China, Europe, and Japan. University of Washington Press, Seattle WA u. a. 2005, ISBN 0-295-98450-3.